# Un hombre muerto en el ring
«Un hombre muerto en el ring» es una canción del supergrupo chileno Pettinellis, lanzado en 2002 como tercer sencillo de su álbum debut homónimo. La canción se inspira en la muerte de un boxeador.

## Historia
Esta canción está basada en el fallecido boxeador chileno David Ellis, quien falleció el 29 de diciembre de 1991 tras permanecer 9 días en coma, y su causa fue un juego en el ring.
El joven de 29 años no escuchó a su esposa y madre, y fue al que pensó que sería su último juego para luego retirarse para siempre.

## Composición
En la canción de «Un hombre muerto en el ring» contiene el riff «Hours from My Life» de The Natural History.

## Uso en los medios
La canción fue usada como secuencia de apertura de los escenarios del comediante y humorista chileno Lucho Miranda.

## Video musical
El video musical fue estrenado en el año 2002 en los canales MTV Latino, Vía X y Zona Latina, La canción esta parte del DVD en la reedición del disco hononimo en 2004. Este video musical fue subido el 11 de mayo de 2010, por usuario desconocido.

### Sinopsis
El video muestra en blanco y negro, la banda esta tocando en el boxeador.